# Банк Лаоської Народно-Демократичної Республіки
Банк Лаоської Народно-Демократичної Республіки (англ. Bank of the Lao People's Democratic Republic) — центральний банк Лаосу.

## Історія
У 1893 році на Французький Лаос було поширено дію закону від 24 грудня 1878 року про введення єдиної грошової одиниці — індокитайського піастра. Фактично піастр з'явився в обігу в 1896 році. Емісію піастра виробляв французький Банк Індокитая.
Після проголошення незалежності Лаосу в 1945 році Міністерство економіки і фінансів Лаосу в 1945–1946 роках випускало банкноти в кіпах і атах. З відновленням французького протекторату випуск цих банкнот припинився.
У грудні 1951 року указом короля схвалена участь Лаосу в Емісійному інституті Індокитая.
Указом від 25 грудня 1954 року відділення Емісійного інституту реорганізоване в державний Національний банк Лаосу. 6 травня 1955 року банк почав випуск національної грошової одиниці — кіп, що замінила індокитайський піастр в співвідношенні 1:1.
У результаті громадянської війни, що почалася в 1960 році, грошовий обіг Лаосу виявився розділеним на дві зони. У зоні, що знаходилася під управлінням королівського уряду, випускалися банкноти Національного банку Лаосу («кіпи Вьентьяна»). У зоні, що знаходилася під контролем патріотичних сил, в обігу використовувалися також кіпи, що випускалися створеним в 1961 році урядом принца Суванна Фума казначейством.
7 жовтня 1968 року виконавчий комітет Патріотичного фронту Лаосу ухвалив рішення про створення Центрального казначейства і випуск «кіпа звільнення». Передбачалося надалі перетворення казначейства в центральний банк. Центральне казначейство об'єднало казначейства звільнених провінцій. Після закінчення військових дій в 1973 році Центральне казначейство перейменоване в Банк Лаосу.
Об'єднання двох зон грошового звернення почалося після проголошення республіки в грудні 1975 року. Банк Лаосу об'єднаний з Національним банком Лаосу і націоналізованими банками — Банком Індокитая, Банком розвитку Королівства Лаос, Лаовьенг банком. Банк отримав назву — Національний банк. У 1981 році банк перейменований в Державний банк.
У червні 1990 року Державний банк перейменований в Банк Лаоської Народно-демократичної Республіки.